# Kościół św. Wawrzyńca w Kamieńcu
Kościół św. Wawrzyńca w Kamieńcu – zabytkowy neogotycki kościół parafialny w Kamieńcu, w powiecie grodziskim, w województwie wielkopolskim.
O kościele w Kamieńcu wspominają dokumenty z roku 1510 (Liber beneficiorum dioecesis Posnaniensis). Wiadomo, że po raz kolejny drewniany kościół, również pod wezwaniem świętego Wawrzyńca, wznoszono w 1685 z inicjatywy Demetrego Reutha, miejscowego dziedzica oraz w 1780 z inicjatywy Rogalińskiego. Znajdował się on we wsi jeszcze pod koniec XIX wieku.
Istniejąca świątynia pochodzi z lat 1908-1910, a jej architektem był Roger Sławski. Polichromia pędzla Antoniego Procajłowicza została namalowana w 1913. Wyposażenie kościoła obejmuje również obrazy z XVII wieku i rzeźbę Matki Boskiej z Dzieciątkiem z 1500 roku. Tablice na ścianach zewnętrznych upamiętniają tutejszych proboszczów: ks. Wracisława Krzyżanowskiego, budowniczego kościoła i ks. Jana Gudera (1879-1942), który zginął w KL Dachau.
Przy kościele zachowały się kostnica z początku XX w., organistówka z połowy XIX w. oraz plebania z końca XIX w., przy której rośnie dąb o obwodzie 480 cm.